# Dominique Martin Dupuy
Dominique Martin Dupuy (ur. 8 lutego 1767 w Tuluzie, zm. 21 października 1798 w Kairze) – francuski generał brygady z epoki napoleońskiej.
Był synem piekarza z Tuluzy. 4 sierpnia 1796 wyróżnił się w bitwie pod Lonato, gdzie dowodził 32 brygadą. W 1797 roku został gubernatorem wojskowym w Mediolanie.
Brał udział w kampanii egipskiej. Został mianowany na stanowisko komendanta miasta Kair. Zginął z rąk rebeliantów podczas powstania.